# Perda do casco

Número de fatalidades em acidentes com perda do casco de aviões comerciais por ano (1940-2017)

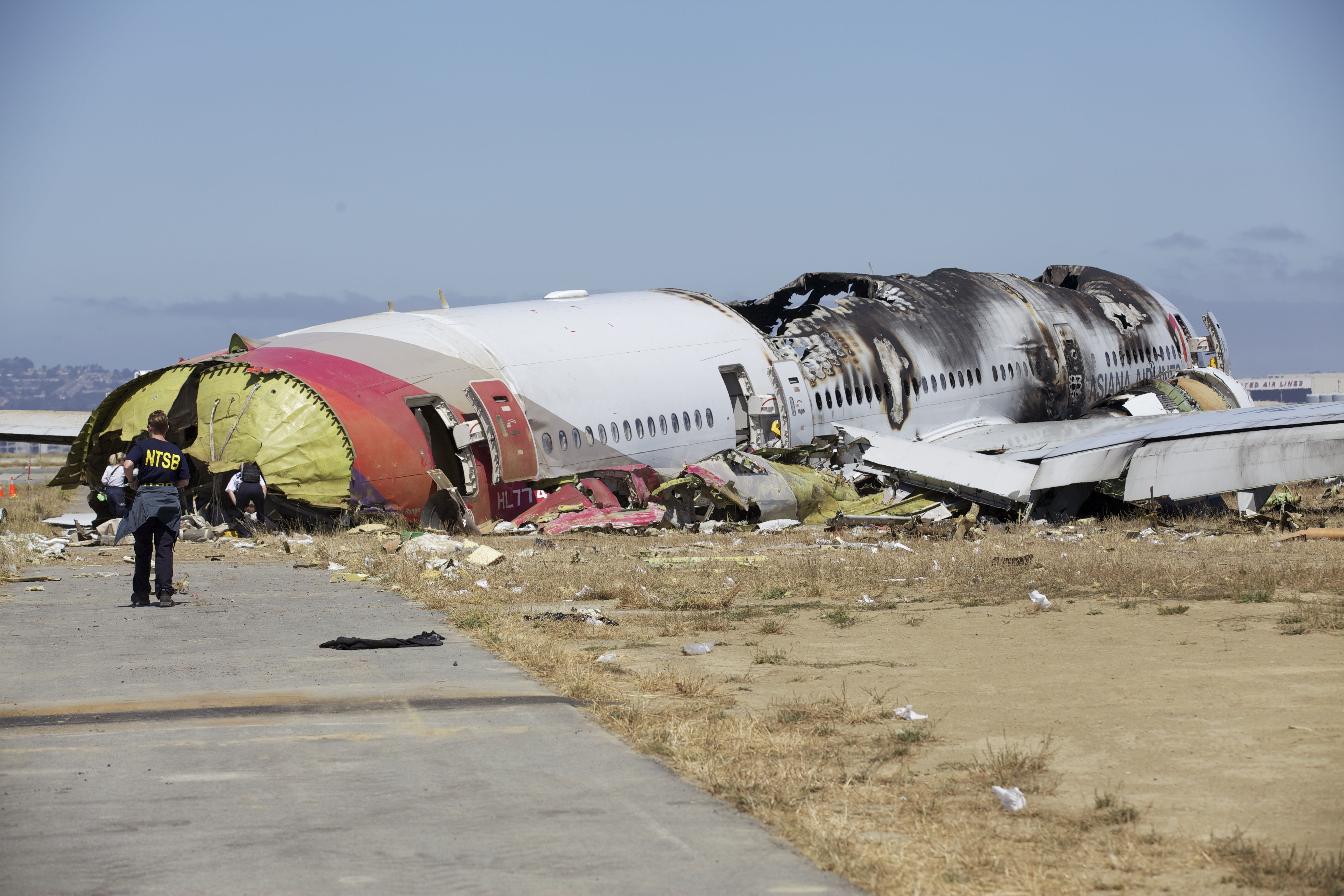
Destroços do voo 214 da Asiana Airlines, que foi considerado um acidente com perda de casco.

A perda do casco é um acidente de aviação que danifica a aeronave além do reparo econômico, resultando em uma perda total. O termo também se aplica a situações em que as aeronaves estão desaparecidas, a busca por seus destroços foi encerrada ou quando os destroços estão totalmente inacessíveis.
Perdas de casco por 100.000 partidas de voos tem sido um critério estatístico muito usado. De 1959 a 2006, durante quase toda a era dos aviões a jato, 384 das 835 perdas do casco, ou 46%, não foram fatais. As companhias aéreas geralmente compram seguro para cobrir perdas no casco a cada 12 meses. Antes dos ataques de 11 de setembro de 2001, o valor típico do seguro para perdas no casco poderia chegar a US$ 250 milhões, mas desde então as demandas por maiores responsabilidades aumentaram.
Fatores de perda de casco construtivo outras despesas incidentais além do reparo, como salvamento, custos logísticos de reparo da aeronave não aeronavegável dentro dos limites do local do incidente, recertificação da aeronave, etc. As apólices de seguro que cobrem qualquer ativo que esteja sujeito a depreciação, normalmente pagam ao segurado uma fração do custo de reposição do imóvel, de forma que uma perda pode ser considerada total, embora algum valor residual permaneça.